# Tillmann
Tillmann ist ein männlicher Vorname und ein Familienname.

## Herkunft und Bedeutung
Tillmann ist eine Variante von Tilman.

## Varianten
- Tilman
- Tilmann
- Tillman
- Tillmann
- Tillmans
- Tillmanns

## Namensträger
- Tillmann von Solignac (608–702), Heiliger, Priester und Einsiedler
- Tillmann Benfer (* 1956), deutscher Kirchenmusiker und Hochschullehrer
- Tillmann Buttschardt (* 1966), deutscher Geoökologe
- Tillmann Gottschalk (1905–1991), deutscher Heimatdichter und Autor
- Tillmann Loch (* 1960), deutscher Urologe und Handballspieler
- Tillmann Mohr (* 1940), deutscher Meteorologe, Generaldirektor von EUMETSAT
- Tillmann Prüfer (* 1974), deutscher Journalist
- Tillmann Schnieders (* 1977), deutscher Schauspieler und Musicaldarsteller
- Tillmann Uhrmacher (1967–2011), deutscher DJ, Musikproduzent und Radiomoderator

## Familienname
- Adrian Julius Tillmann (* 1997), deutscher Schauspieler
- Angela Tillmann (1957–2025), deutsche Politikerin (SPD)
- Antje Tillmann (* 1964), deutsche Politikerin (CDU)
- Bernhard Tillmann (* 1939), deutscher Arzt, Anatom und Hochschullehrer
- Berthold Tillmann (* 1950), deutscher Politiker (CDU)
- Cinja Tillmann (* 1991), deutsche Volleyball- und Beachvolleyballspielerin
- Curt Tillmann (1894–1981), deutscher Buchhändler, Erzähler und Essayist
- Doris Tillmann (* 1958), deutsche Ausstellungskuratorin, Autorin und Herausgeberin
- Ferdinand Tillmann (* 1932), deutscher Politiker (CDU)
- Franz Tillmann (1905–1979), deutscher Beamter, Staatssekretär und Industrievertreter
- Friedrich Tillmann (1903–1964), deutscher Parteifunktionär
- Fritz Tillmann (Theologe) (1874–1953), deutscher Theologe
- Fritz Tillmann (Schauspieler) (1910–1986), deutscher Schauspieler
- Georg Tillmann (1882–1941), Bankier, Sammler und Mäzen
- Gilbert Tillmann (* 1982), deutscher Reiter
- Hans Günter Tillmann (1936–2021), deutscher Phonetiker
- Harry Tillmann (1912–1986), estnischer Obstetriker und Veterinärmediziner
- Heinrich Tillmann (1867–1959), deutscher Ingenieur und Baubeamter
- Heinz Günther Tillmann (1924–2017), deutscher Mathematiker
- Henning Tillmann (* 1985), deutscher Politiker (SPD)
- Karl Tillmann (1932–2017), deutscher Chirurg
- Klaus-Jürgen Tillmann (* 1944), deutscher Erziehungswissenschaftler
- Martin Tillmann (auch Martin Tillman; * 1964), Schweizer Cellist und Filmmusiker
- Matthias Tillmann (* 1983), deutscher Fußballfunktionär
- Miia Tillmann (* 2005), estnische Stabhochspringerin
- Ole Tillmann (* 1981), deutscher Moderator und Schauspieler
- Philipp Tillmann (1809–nach 1881), deutscher Unternehmer und Politiker, MdL Bayern
- Pia Tillmann (* 1985), deutsche Schauspielerin
- Rolf Tillmann (1895–1985), deutscher Maler
- Rudolf Tillmann (1941–2021), deutscher Wirtschaftsjurist, Historiker und Heimatforscher
- Stefan Tillmann (* 1979), deutscher Journalist und Autor
- Ulrike Tillmann (* 1962), deutsch-britische Mathematikerin
- Wolfgang Tillmann (* 1961), deutscher Werkstofftechnologe